# Tlalmimilulpan
Tlalmimilulpan es una localidad del estado mexicano de Morelos. Es parte del municipio de Tetela del Volcán.

## Toponimia
El nombre «Tlalmimilulpan» proviene de los términos en náhuatl: tlalli, tierra; mimilulli, cilindro o cosa redonda; pan, encima. Su significado es «Sobre la tierra rolliza».

## Demografía
| Gráfica de evolución demográfica |
|                                  |

| Censo | Población |
| ----- | --------- |
| 1940  | 432       |
| 1950  | 498       |
| 1960  | 554       |
| 1970  | 675       |
| 1980  | 794       |
| 1990  | 1157      |
| 2000  | 1399      |
| 2010  | 1637      |
| 2020  | 1965      |